# 達米安·崇貴
達米安·澤維爾·崇貴（1998年9月7日—）為美國男子籃球運動員，現效力於全国男子篮球联赛湖北文旅。

## 早年
崇貴來自美國马里兰州巴爾的摩，在四歲時失去母親，父親在崇貴12歲時背部遭遇槍擊，導致下半身癱瘓。因為婉拒來自NCAA第二、三級別學校的招募，2017年崇貴自麥克多諾學校畢業後一年期間在救世主路德學校度過，離開救世主路德學校以後在沒有獲得獎學金的情況下進入NCAA第一级别聖瑪麗山大學就讀。大一賽季前七場崇貴從板凳出發，自第八場起成為先發控球后卫，大一賽季總共出賽31場，場均貢獻6.8分、3.7助攻、2.8籃板，於2019年休賽季獲得了獎學金。
大二賽季崇貴以場均12.2分、3.9助攻的表現獲選東北部聯盟最佳進步球員、最佳陣容第三隊，大三賽季以場均15.1分、5.3助攻、4.2籃板的數據抱走東北部聯盟最佳陣容第一隊，2021年4月轉學到普渡大學韋恩堡分校。來到新學校的第一年崇貴場均可挹注10.1分、3.5助攻、2.0籃板，助隊在地平線聯盟例行賽拿下21勝12敗，戰績排名並列第一名。大四賽季結束以後，因COVID-19擁有額外一年參賽資格的崇貴，決定新學年度回到普渡大學韋恩堡分校，大學最後一個賽季場均表現為9.3分、3.7助攻。崇貴整個大學生涯總計攻下1,581分，留下場均10.5分、4.0助攻的表現。

## 職業生涯
2024年4月，崇貴加入澳門黑熊參加亞洲巡迴賽（The Asian Tournament）。11月6日，崇貴在以111比97戰勝韓國籃球聯賽釜山KCC宙斯盾的比賽中攻下22分、11籃板、12助攻，為東亞超級聯賽（EASL）首位締造大三元數據的球員，以此表現獲選2024-25賽季11月最佳球員，以及繼10月再次入選單月最佳陣容。2024-25賽季崇貴在EASL交出場均24.2分、5.2籃板、9.0助攻的表現。2025年4月，崇貴代表柔佛南虎征戰陈诗圣杯。

## 外部連結
- 達米安·崇貴在fiba.basketball（英语）
- 達米安·崇貴在Sports-Reference.com（NCAA）（英语）
- 達米安·崇貴在Eurobasket.com（球員）（英语）
- 達米安·崇貴在Proballers（英语）
- 達米安·崇貴在Proballers（英语）
- 達米安·崇貴在RealGM（英语）
- 達米安·崇貴在Flashscore（英语）
- 達米安·崇貴在Global Sports Archive（英语）